# BCS东西互联光缆
BCS东西互联（BCS East-West Interlink）是一条穿越波罗的海的海底数据通信电缆，归Arelion公司所有。该电缆连接立陶宛的什温托伊与瑞典哥特兰岛东岸的卡塔马尔斯维克，全长218公里。该电缆从1997年11月开始运行，直至2024年11月18日因损坏停止使用。

## 历史
这条海底电缆由阿尔卡特公司于1997年建造。 2024年11月18日，电信公司Telia Lietuva宣布，连接立陶宛与瑞典的海底电缆于当天上午10点左右被“切断”。 几乎在同一时间，连接芬兰和德国的数据通信海底电缆C-Lion1也在波罗的海同一区域发生损坏。